# سوريش ك. ناير
سوريش ك. ناير (بالإنجليزية: Suresh K. Nair)‏ هو رسام جداريات ‏ هندي، ولد في 1971.